# Vojislav Koštunica
Vojislav Koštunica, serbiska Војислав Коштуница, född 24 mars 1944 i Belgrad, Serbien (dåvarande Jugoslavien), är en serbisk politiker.
Koštunica efterträdde Slobodan Milošević som den siste presidenten i Jugoslavien 2000–2003. Han var 2004–2008 premiärminister i Serbien och var då även ledare för det konservativa politiska partiet, Demokratiska partiet DSS. Han upplöste Serbiens regering och avgick som premiärminister den 8 mars 2008. Detta eftersom han ansåg att Serbiens regering var splittrad och inte arbetade enigt i frågorna om EU-medlemskapsförhandlingar och om Kosovo.